# Gemme (album)
Pour les articles homonymes, voir Gemme (homonymie).
Albums de Nolwenn Leroy
Ô Tour de l'eau Folk
Singles
1. Gemme
Sortie : 13 mai 2017
2. Trace ton chemin
Sortie : 6 octobre 2017

Gemme est le sixième album de Nolwenn Leroy, paru le 1er septembre 2017. 
Il s'est écoulé à plus de 100 000 exemplaires et a permis à la chanteuse d'entamer une tournée de 55 dates, dont Le Grand Rex de Paris. 
Une édition limitée est sortie le 8 décembre 2017.

## Genèse et écriture
À l'origine, Nolwenn a écrit les chansons en anglais. Elle les a ensuite adaptées en français, sauf Run it Down et deux poèmes d'Edgar Allan Poe (A Dream et The Lake). L'album a été enregistré à Londres, comme les deux précédents opus.
Le titre Stephen fait référence à une théorie de l'astrophysicien Stephen Hawking.

## Réception critique
« Nolwenn Leroy sort un excellent sixième album [...] un tournant pop anglo-saxon qui lui va à merveille. » (Le Parisien-Aujourd'hui en France)
« Nolwenn Leroy rayonne sur un album mystique et puissant [...] un sixième album toujours onirique mais porté par un véritable sens de la mélodie. De retour à la pop, inspirée par les sonorités anglo-saxonnes comme à la belle époque de son deuxième opus Histoires naturelles » (Charts in France)
« Nolwenn Leroy aborde des thèmes oniriques et souvent sombres, qu’elle éclaire d’une lumière d’espoir. Onze chansons pop où la voix épanouie de la Bretonne impressionne. [...] des chansons à la pop mélodique, entraînante ou éthérée, avec des touches folk, et des ballades à l’âme celtique. [...] un pur tube pop rock, "Run it down" » (Le Télégramme)

## Liste des titres
| No  | Titre                | Auteur                                                             | Durée |
| --- | -------------------- | ------------------------------------------------------------------ | ----- |
| 1.  | Gemme                | Sophie Delila, Dan Black, Nolwenn Leroy                            | 3:11  |
| 2.  | Bien plus précieux   | Sophie Delila, Brendan Davies, Nolwenn Leroy                       | 3:52  |
| 3.  | L’Ankou              | Sophie Delila, Nathan Ball, Nolwenn Leroy                          | 2:35  |
| 4.  | The Lake             | Edgar Allan Poe, Cécile Léogé (alias DeLaurentis), Nolwenn Leroy   | 4:10  |
| 5.  | Combats pour la paix | Nolwenn Leroy, Mai Lan Chapiron, Sophie Hintze, Cameron Jaymes     | 3:23  |
| 6.  | Ce que je suis       | Nolwenn Leroy, Jon Kelly, CC Clarke                                | 3:46  |
| 7.  | Trace ton chemin     | Nolwenn Leroy, William Rousseau, Jérôme Fagnet (alias Broken Back) | 2:55  |
| 8.  | A Dream              | Edgar Allan Poe, Cécile Léogé, Nolwenn Leroy                       | 3:53  |
| 9.  | Pourtant             | Nolwenn Leroy, Charlie Winston, Justin Stoneman                    | 3:44  |
| 10. | Run It Down          | Nolwenn Leroy, Jon Kelly, CC Clarke                                | 3:33  |
| 11. | Stephen              | Nolwenn Leroy, Jamie Ellis, Rebecca Clements                       | 3:50  |

| 12. | Trace ton chemin (Broken Back remix) | Nolwenn Leroy, William Rousseau, Jérôme Fagnet | 2:54 |
| 13. | L'Ankou (Petit Lions remix)          | Sophie Delila, Nathan Ball, Nolwenn Leroy      | 3:17 |
| 14. | Ce que je suis (version acoustique)  | Nolwenn Leroy, Jon Kelly, CC Clarke            | 3:54 |
| 15. | L'Ankou (version acoustique celte)   | Sophie Delila, Nathan Ball, Nolwenn Leroy      | 2:36 |

## Classements et certifications

### Classements
| Classement (2017)                           | Meilleure position |
| ------------------------------------------- | ------------------ |
| Belgique (Ultratop Flandre)                 | 195                |
| Belgique (Ultratop Wallonie)                | 3                  |
| France (SNEP)                               | 3                  |
| France (SNEP Albums Téléchargés)            | 2                  |
| Suisse (Schweizer Hitparade)                | 15                 |
| Suisse (Schweizer Hitparade Suisse romande) | 3                  |

### Certifications
| Pays          | Certification | Ventes             |
| ------------- | ------------- | ------------------ |
| France (SNEP) | Or            | 85 000 exemplaires |

L'album entre en 3e position en France avec 15 700 ventes. Au bout de 2 mois d'exploitation, l'opus est certifié disque d'or dans ce pays.
Il se sera vendu à plus de 100 000 copies dans le monde.